# Dolce come il cioccolato
Dolce come il cioccolato (1989) è il romanzo di esordio di Laura Esquivel. Il libro si compone di dodici capitoli, uno per ogni mese, a cui è associata una ricetta di antica tradizione mesoamericana. Gli ingredienti sembrano improbabili e le conseguenze dei pasti possono essere sorprendenti. Il titolo originale, Como agua para chocolate, deriva dal detto messicano agua para chocolate, una frase idiomatica che indica l'acqua bollente e, per estensione, la passione d'amore.

## Trama
La cittadina di Piedras Negras viene appena sfiorata dalla rivoluzione di Pancho Villa. La famiglia La Garza è in mano alla matriarca Mamma Elena, che esercita un controllo spietato sulle figlie (Rosaura, Gertrudis e la piccola Tita) e sulle domestiche. Secondo le tradizioni Tita, essendo la minore, è destinata ad accudire la madre e la cucina, e questa seconda incombenza la affascina. Un'anziana cuoca la introduce nel mondo delle antiche ricette precolombiane, con gusto estetico e senso magico. Tita si innamora, ricambiata, di Pedro Muzquiz, ma Mamma Elena deve sistemare la figlia più grande, Rosaura, così Pedro pur di stare vicino a Tita ne sposa la sorella maggiore. Le magie culinarie di Tita sembrano dare sollievo a tutti tranne che a lei stessa, tanto che sull'orlo della follia verrà salvata in extremis prima di poter di nuovo tornare a vivere come sempre aveva sognato.

## Adattamenti
Nel 1992 il romanzo è stato trasposto in versione cinematografica, Come l'acqua per il cioccolato, con la regia del marito della scrittrice, Alfonso Arau.
Nel 2022 Christopher Wheeldon ha creato con il compositore Joby Talbot il balletto Like Water for Chocolate, esordito alla Royal Opera House e co-prodotto dal Royal Ballet e dall'American Ballet Theatre.

## Edizioni
- Laura Esquivel, Dolce come il cioccolato, Garzanti, 1995,  pp. 184, ISBN 9788811661122.